# All Alone on Christmas
All Alone on Christmas è un brano rock-natalizio inciso nel 1992 dalla cantante statunitense dei Darlene Love assieme a membri della E Street Band e degli Miami Horns e facente parte della colonna sonora del film Mamma, ho riperso l'aereo: mi sono smarrito a New York (Home Alone 2: Lost in New York). Autore del brano è Steve Van Zandt.
Il singolo fu pubblicato su etichetta discografica 20th Century Fox e Arista Records e prodotto da Steve Van Zandt. Il lato B del 45 giri e la seconda traccia del CD singolo includono la versione strumentale del brano.
Il brano si ritrova inoltre in varie raccolte natalizie.

## Testo
(ritornello del brano)
Il brano tratta il tema della mancanza della persona amata durante il periodo delle festività natalizie: a questa persona, la/il protagonista sta scrivendo una lettera.
Nel brano anche citata un'altra canzone natalizia di Darlene Love sullo stesso tema, ovvero Christmas (Baby Please Come Home).

## Tracce

### 45 giri[6]
1. Darlene Love – All Alone on Christmas (feat. E Street Band e The Miami Horns) – 4:16
2. All Alone on Christmas (strum.) – 4:10

### CD singolo[4]
1. Darlene Love – All Alone on Christmas (feat. E Street Band e The Miami Horns) – 4:16 (Steve Van Zandt)
2. All Alone on Christmas (strum.) (testo: Steve Van Zandt)
3. The Capitols – Cool Jerk (Christmas Mix) (Donald Storball)

## Cover
- Una cover di All Alone on Christmas è stata realizzata nel 1997 da RuPaul, che incluse il brano nel proprio album natalizio Ho, Ho, Ho[5]

## Il brano nella cultura di massa

### Cinema
Oltre che in Mamma, ho riperso l'aereo: mi sono smarrito a New York, il brano è stato inserito anche nei seguenti film:
- Merry Christmas, film del 2001, diretto da Neri Parenti e con protagonisti Massimo Boldi e Christian De Sica
- Love Actually - L'amore davvero, film del 2003 diretto da Richard Curtis e con protagonisti Hugh Grant, Colin Firth ed Emma Thompson[1]